# Grand Prix Formule 1 van Duitsland 1980
De Grand Prix Formule 1 van Duitsland 1980 werd gehouden op 10 augustus 1980 op de Hockenheimring.

## Uitslag
| Positie | Nummer | Rijder                | Team           | Ronden | Tijd/Opgave     | Startplaats | Punten |
| ------- | ------ | --------------------- | -------------- | ------ | --------------- | ----------- | ------ |
| 1       | 26     | Jacques Laffite       | Ligier-Ford    | 45     | 1:23:59.73      | 5           | 9      |
| 2       | 28     | Carlos Reutemann      | Williams-Ford  | 45     | +3.19           | 4           | 6      |
| 3       | 27     | Alan Jones            | Williams-Ford  | 45     | +43.53          | 1           | 4      |
| 4       | 5      | Nelson Piquet         | Brabham-Ford   | 45     | +44.48          | 6           | 3      |
| 5       | 23     | Bruno Giacomelli      | Alfa Romeo     | 45     | +1:16.49        | 19          | 2      |
| 6       | 2      | Gilles Villeneuve     | Ferrari        | 45     | +1:28.72        | 16          | 1      |
| 7       | 11     | Mario Andretti        | Lotus-Ford     | 45     | +1:33.01        | 9           |        |
| 8       | 30     | Jochen Mass           | Arrows-Ford    | 45     | +1:47.75        | 17          |        |
| 9       | 29     | Riccardo Patrese      | Arrows-Ford    | 44     | +1 Ronde        | 10          |        |
| 10      | 4      | Derek Daly            | Tyrrell-Ford   | 44     | +1 Ronde        | 22          |        |
| 11      | 8      | Alain Prost           | McLaren-Ford   | 44     | +1 Ronde        | 14          |        |
| 12      | 9      | Marc Surer            | ATS-Ford       | 44     | +1 Ronde        | 13          |        |
| 13      | 1      | Jody Scheckter        | Ferrari        | 44     | +1 Ronde        | 21          |        |
| 14      | 14     | Jan Lammers           | Ensign-Ford    | 44     | +1 Ronde        | 24          |        |
| 15      | 3      | Jean-Pierre Jarier    | Tyrrell-Ford   | 44     | +1 Ronde        | 23          |        |
| 16      | 12     | Elio de Angelis       | Lotus-Ford     | 43     | Wiellager       | 11          |        |
| DNF     | 7      | John Watson           | McLaren-Ford   | 39     | Motor           | 20          |        |
| DNF     | 15     | Jean-Pierre Jabouille | Renault        | 27     | Motor           | 2           |        |
| DNF     | 16     | René Arnoux           | Renault        | 26     | Motor           | 3           |        |
| DNF     | 31     | Eddie Cheever         | Osella-Ford    | 23     | Versnellingsbak | 18          |        |
| DNF     | 25     | Didier Pironi         | Ligier-Ford    | 18     | Transmissie     | 7           |        |
| DNF     | 20     | Emerson Fittipaldi    | Fittpaldi-Ford | 18     | Remmen          | 12          |        |
| DNF     | 21     | Keke Rosberg          | Fittpaldi-Ford | 8      | Wiellager       | 8           |        |
| DNF     | 6      | Héctor Rebaque        | Brabham-Ford   | 4      | Versnellingsbak | 15          |        |
| DNQ     | 50     | Rupert Keegan         | Williams-Ford  |        |                 |             |        |
| DNQ     | 10     | Harald Ertl           | ATS-Ford       |        |                 |             |        |

## Statistieken
| Pole-position | Alan Jones | Williams-Ford | 1:45.85 |
| Snelste ronde | Alan Jones | Williams-Ford | 1:48.49 |

1931 · 1932 · 1934 · 1935 · 1936 · 1937 · 1938 · 1939 · 1951 · 1952 · 1953 · 1954 · 1956 · 1957 · 1958 · 1959 · 1961 · 1962 · 1963 · 1964 · 1965 · 1966 · 1967 · 1968 · 1969 · 1970 · 1971 · 1972 · 1973 · 1974 · 1975 · 1976 · 1977 · 1978 · 1979 · 1980 · 1981 · 1982 · 1983 · 1984 · 1985 · 1986 · 1987 · 1988 · 1989 · 1990 · 1991 · 1992 · 1993 · 1994 · 1995 · 1996 · 1997 · 1998 · 1999 · 2000 · 2001 · 2002 · 2003 · 2004 · 2005 · 2006 · 2008 · 2009 · 2010 · 2011 · 2012 · 2013 · 2014 · 2016 · 2018 · 2019